# Daniil Maximowitsch Murawjew-Isotow
Daniil Maximowitsch Murawjew-Isotow (russisch Даниил Максимович Муравьев-Изотов, wiss. Transliteration Daniil Maksimovič Murav'ev-Izotov; * 17. April 2008 in Moskau) ist ein russischer Schauspieler.

## Leben
Murawjew-Isotow wurde am 17. April 2008 in Moskau geboren. Seit Mitte der 2010er Jahre ist er als Filmschauspieler tätig. Erste Erfahrungen sammelte er als Episodendarsteller in verschiedenen Fernsehserien und Mini-Serien sowie als Nebendarsteller in Spielfilmen. 2016 übernahm er eine Rolle in dem Spielfilm Earthquake – Die Welt am Abgrund. 2019 mimte er die Rolle des Artyom in dem Horrorfilm Queen of Spades – Through the Looking Glass. 2020 folgte eine Rolle im Spielfilm The Witch.

## Filmografie (Auswahl)
- 2015: Grazhdanka Katerina (Гражданка Катерина) (Mini-Serie)
- 2015: Razvod (Fernsehserie)
- 2016: Blizhe, chem kazhetsya
- 2016: Vakantna zhizn shef-povara (Вакантна Жизнь Шеф-повара)
- 2016: Perevozchik (Fernsehserie)
- 2016: Earthquake – Die Welt am Abgrund (Zemletryasenie/Землетрясение)
- 2016: Emergency
- 2017: Kitayskiy Novyy god (Fernsehfilm)
- 2017: P. E. Teacher (Fizruk/Физрук) (Fernsehserie, 11 Episoden)
- 2017: Tannenbäume 6 (Yolki novye/Ёлки новые)
- 2018: The Blood Lady (Krovavaya Barinya/Кровавая барыня) (Fernsehserie, 16 Episoden)
- 2019: Lubov po naimu (Любовь по найму) (Fernsehfilm)
- 2019: Queen of Spades – Through the Looking Glass (Pikovaya dama. Zazerkale/Пиковая дама: Зазеркалье)
- 2019: Praskovya (Прасковья) (Kurzfilm)
- 2019: Robo (Робо)
- 2020: The Witch (Vedma/Ведьма)